# Hrabstwo McLeod
Hrabstwo McLeod (ang. McLeod County) – hrabstwo w stanie Minnesota w Stanach Zjednoczonych. Obszar całkowity hrabstwa obejmuje powierzchnię 505,53 mil2 (1 309,32 km²). Według spisu w 2020 roku liczy 36,8 tys. mieszkańców. Hrabstwo powstało 1 marca 1856 roku, a jego nazwa pochodzi od nazwiska Martina McLeoda, jednego z pierwszych handlarzy futer na tym obszarze.

## Sąsiednie hrabstwa
- Hrabstwo Wright (północny wschód)
- Hrabstwo Carver (wschód)
- Hrabstwo Sibley (południe)
- Hrabstwo Renville (zachód)
- Hrabstwo Meeker (północny zachód)

## Miasta
- Biscay
- Brownton
- Glencoe
- Hutchinson
- Lester Prairie
- Plato
- Silver Lake
- Stewart
- Winsted

## Demografia
Według danych pięcioletnich z 2020 roku, 94% populacji stanowili biali (90,5% nie licząc Latynosów), następnie 2,1% było rasy mieszanej, 0,6% to czarnoskórzy lub Afroamerykanie, 0,6% Azjaci i 0,3% to rdzenna ludność Ameryki. Latynosi stanowili 6,5% populacji.
Do największych grup należały osoby pochodzenia niemieckiego (49,9%), norweskiego (11,8%), irlandzkiego (8,3%), szwedzkiego (6,5%), polskiego (6%) i meksykańskiego (5,5%).

## Religia
W 2010 roku hrabstwo jest zdominowane przez społeczności luterańskie i katolickie. Do związków wyznaniowych z ponad 1 tys. członków należeli: 
- Kościół Luterański Synodu Missouri (9 tys.),
- Kościół katolicki (8 tys.),
- Zbory Luterańskie w Misji dla Chrystusa (6,2 tys.),
- Kościół Ewangelicko-Luterański w Ameryce (1,8 tys.),
- Zjednoczony Kościół Chrystusa (1,2 tys.).